# Rudolf II. jako Vertumnus
Rudolf II. jako Vertumnus je název obrazu, jehož autorem je italský manýristický malíř Giuseppe Arcimboldo. Obraz, který vznikl roku 1591 v Praze, je alegorickým portrétem císaře Rudolfa II. Autorova volba zobrazeného ovoce, zeleniny a květů odkazuje na římského boha Vertumna.

## Okolnosti vzniku díla
Původním údělem boha Vertumna bylo strážit střídání ročních období, později se stal bohem všech změn. Dokonce se mu připisovala i schopnost měnit svou vlastní podobu. Ovšem jeho původní funkcí bylo být ochráncem ovoce a dárcem květů.
Arcimboldo byl v letech 1562 až 1587 dvorním malířem na císařském dvoře v Praze. K jeho zakázkám mimo návrhy kostýmů a dekorací patřily také portréty. Podobizna císaře Rudolfa II. jako boha Vertumna je složena z ovoce, zeleniny a květů, na hlavě má věnec z obilných klasů. Malíř se pravděpodobně v této alegorii s jistou ironií pokouší skrýt povahovou nestálost Rudolfa II. Arcimboldo takových fantaskních podobizen namaloval více. Slavná je jeho série Šprým, koncipovaná tak, že po otočení vzhůru nohama vznikne jiný obraz, či cyklus Čtyři roční období, ve kterém mu části rostlin slouží k zobrazení symbolických tváří pro jednotlivá roční období. Jeho manýristicko-naturalistický způsob malby může být i reakcí na úpadek renesance či nové vědecké objevy.
V roce 1988 bylo rozhodnuto, že je potřeba obraz zrenovovat. Byly pečlivě studovány Arcimboldovy techniky a prostředky, které používal, a na obraz byla aplikována konzervační technika využívající enzymy krunýřovek (izolované z antarktického krilu). 

## Krádež obrazu
Vertumna si Rudolf II. u Arcimbolda objednal v době umělcova působení u jeho dvora a v roce 1591 bylo hotové dílo předáno císaři. Po třicetileté válce se obrazu zmocnilo loupežné švédské vojsko a bylo předáno švédské královně Kristýně a Vertumnus se později stal součástí sbírky zámku Skokloster, kde spočívá dodnes. Přesné datum, kdy a za jakých okolností se tak stalo, není známo. Říká se, že obraz byl darem královny Kristýny majiteli Skoklosteru Karlu Gustavu Wrangelovi.